# 12 Pułk Strzelców Polskich (WP na Wschodzie)
12 Pułk Strzelców Polskich (12 psp) – oddział piechoty Wojska Polskiego na Wschodzie.
Pułk został sformowany jesienią 1917 roku w składzie 3 Dywizji Strzelców Polskich z I Korpusu. Na dzień 14 grudnia 1917 liczył 400 żołnierzy frontowych.

## Dowódca pułku
- ppłk Wacław Krupowicz (od IX 1917[2])